# 87-ма піхотна дивізія (США)
87-ма піхотна дивізія (США) (англ. 87th Infantry Division (United States) — військове з'єднання, піхотна дивізія армії США. Дивізія була активована за часи Першої та Другої світових воєн.

## Історія з'єднання
87-ма піхотна дивізія вперше була активована в Кемп-Пайк, штат Арканзас, 25 серпня 1917 року. Вона була формуванням Національної армії, що комплектувалося з призовників з Алабами, Арканзасу, Луїзіани та Міссісіпі. Дивізія складалася зі 173-ї та 174-ї піхотних і 162-ї польової артилерії бригад. Як і багато інших формувань того часу американської армії, 87-ма дивізія використовувалася для комплектування особового складу інших підрозділів, які мали раніше відправитися на французький фронт. До листопада 1917 року більшість строковиків було переведено в інші частини (2,4 тис. — у 81-у дивізію, 3 тис. — у 31-у дивізію, 8 тис. — у 39-у дивізію). Між січнем і червнем 1918 року 40 000 чоловік прибули до Кемп-Пайк, але 30 000 залишили її, будучи переведеними до інших формувань. У червні 1918 року 87-ма дивізія налічувала лише 15 000 осіб. Згодом її штатну чисельність знову відновили, до складу з'єднання надходили переважно призовники з Нью-Джерсі, Нью-Йорка та Пенсільванії.
У вересні 1918 року дивізію відправили за кордон, але в бойових діях Американських експедиційних сил вона не використовувалася, а була своєрідним хабом комплектування підрозділів Служби постачання. у січні 1919 року її повернули до Сполучених Штатів, в Кемп Дікс, Нью-Джерсі, і у лютому 1919 року дивізію розформували.

### Міжвоєнний час
24 червня 1921 року 87-ма дивізія була перетворена на організований резерв, увійшла у операційну зону Четвертого корпусу та була підпорядкована XIV корпусу. Дивізія також комплектувалося особовим складом штатів Луїзіана, Алабама та Міссісіпі. Штаб дивізії було організовано 23 вересня 1921 року в Джексоні, штат Міссісіпі. 14 жовтня 1921 року штаб-квартиру було переведено до Нового Орлеанського міжнародного депо в Новому Орлеані, Луїзіана, де вона залишалася до активації для Другої світової війни.

### Друга світова війна
87-ма піхотна дивізія була активована в черговий раз 15 грудня 1942 року в Кемп Маккейн, Міссісіпі. Вона отримала прізвисько «Дитяча дивізія», тому що багато з призваних солдатів були серед перших вісімнадцятирічних, призваних на службу після того, як у листопаді 1942 року нижню межу призовного віку було знижено з двадцяти до вісімнадцяти років. 3 грудня 1943 року дивізію перевели до Теннессі для проведення маневрів № 4 Другої армії на Теннессійському полігоні.
17 жовтня 1944 року 87-му дивізію відправили до Європи, до Англії вона прибула 12 листопада 1944 року та звідсіля передислокована до Франції. 25 листопада 1944 року її передали до складу 3-ї армії та 28 листопада 1944 року вона прибула до Гавру. 4 грудня 1944 року 87-ма дивізія увійшла до III корпусу, 11 грудня 1944 року — до XII корпусу, 21 грудня 1944 року — до XV корпусу, а 29 грудня — до VIII корпусу. 30 грудня підрозділи дивізії захопили Муарсі і Ремань. 2 січня 1945 року з'єднання опанувало Жерімон, 10 січня — Тійє і 13 січня досягло Урта. 14 січня 1945 року підрозділи дивізії увійшли до Бельгії, 15 січня — до Люксембургу до складу VIII корпусу 1945 року, щоб замінити британську 4-ту піхотну дивізію, діючу вздовж Зауера, і 23 січня захопила Вассербілліг.
25 січня 1945 року вела бойові дії на території Німеччини, Бельгії і діяла там до Дня перемоги в Європі. 28 січня 87-ма дивізія вийшла на околиці Санкт-Віта, а до кінця місяця атакувала і захопила Шлірбах, Зельц і Гогден. Після падіння Нойєндорфа 9 лютого дивізія тримала оборону до 26 лютого, коли Ормонт і Гальшлаг були захоплені в результаті проведення нічних атак. 6 березня підрозділи 87-ї дивізії форсували річку Кілль, зайняли Доллендорф 8 березня і після короткого відпочинку повернулися до бою 13 березня 1945 року, форсувавши Мозель 16 березня та звільнивши Кобленц 18–19 березня. Дивізія форсувала Рейн 25–26 березня, попри сильний спротив німецьких військ, зміцнила свій плацдарм і здобула Гроссенлінден і Ланггенс. 7 квітня вона перейшла в атаку, прорвавшись у результаті через Тюрінгію в Саксонію. 17 квітня Плауен був узятий, а 20 квітня дивізія зайняла оборонні позиції приблизно за 6,5 км від кордону з Чехословаччиною. 6 травня 1945 року вона зайняла Фалькенштайн і утримувала свої позиції до Дня Перемоги в Європі.
11 липня 1945 року 87-ма піхотна дивізія повернулася до Сполучених Штатів у порту Нью-Йорка, а 14 липня 1945 року вирушила у Форт-Беннінг, штат Джорджія, щоб підготуватися до відправлення в Японію. Однак, у зв'язку зі швидким завершенням воєнних дій на Тихому океані, 87-ма піхотна дивізія була деактивована 21 вересня 1945 року у Форт-Беннінгу.
За час боїв у Західній Європі з'єднання зазнало втрату 6 034 людей: 1154 військових загинули або померли, 4342 — дістали поранень, 109 — зникло безвісти та 429 потрапили у полон. Серед військовослужбовців дивізії один воїн став кавалером медалі Пошани, 9 — хреста «За видатні заслуги», один — медалі «За видатні заслуги», 20 — ордена Легіон Заслуг, 364 — медалі «Срібна зірка», 41 — Солдатської медалі, 1542 — медалі «Бронзова зірка» та 49 — Повітряної медалі. Сама дивізія за участь у кампанії на Західному фронті була відзначена відзнакою за виняткову службу.